# Eisenärzt
Eisenärzt ist ein Luftkurort im Chiemgau und ein Gemeindeteil der Gemeinde Siegsdorf im Landkreis Traunstein in Bayern.

## Geografie

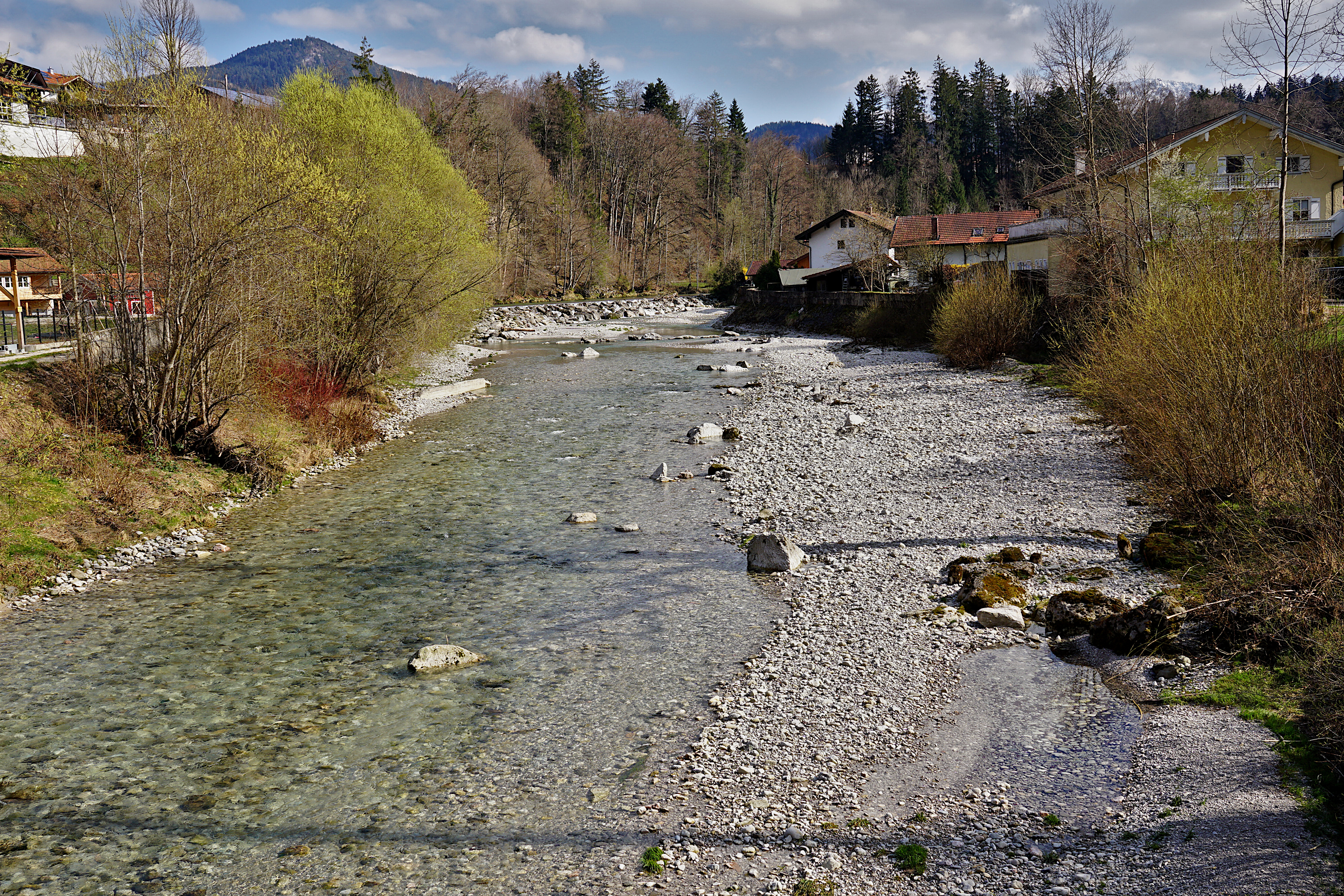
Die Weiße Traun in Eisenärzt

Eisenärzt (im Dialekt: „Eisenarzt“ bzw. nur „Arzt“) gehört zur politischen Gemeinde Siegsdorf, zum römisch-katholischen Pfarrverband Siegsdorf-Eisenärzt-Hammer und zur evangelisch-lutherischen Kirchengemeinde Ruhpolding, Sprengel Siegsdorf. Nächste größere Stadt ist Traunstein, ca. 10 km nördlich entfernt. Durch Eisenärzt fließt die Weiße Traun, die sich in Siegsdorf mit der Roten Traun zur Traun vereinigt, weiter über Traunstein fließt und bei Altenmarkt in die Alz mündet (weiterer Abfluss über Salzach-Inn-Donau ins Schwarze Meer). Nachbarorte entlang des Tals der Weißen Traun bzw. der parallel verlaufenden Staatsstraße 2098 sind in nördlicher Richtung Siegsdorf, ca. 3 km entfernt und in südlicher Richtung Ruhpolding, ca. 5 km entfernt.

## Geschichte

### Namensherkunft
Der Orts- bzw. ehemalige Gemeindename von Eisenärzt geht zurück auf den seit alter Zeit betriebenen Eisenerzbergbau; der gewonnene Eisenstein wurde an Ort und Stelle ausgeschmolzen und das Roheisen in Hammerwerken weiterverarbeitet.

### Überblick
Eisenärzt wird schon im Jahr 1524 als fürstliche Hofmark mit niederer Gerichtsbarkeit erwähnt; 1808 wurde dieser Status aufgehoben. 1818 wurde durch das Gemeindeedikt in Bayern die politische Gemeinde Eisenärzt gegründet. Sie hatte im Jahr 1933 617 Einwohner.
Laut schriftlichen Aufzeichnungen bildete von 1341 bis 1878 die Eisenverarbeitung den wirtschaftlichen Schwerpunkt der kleinen Hofmark. Es wurde Roheisen und Alteisen in drei Hüttenwerken verarbeitet, die von 18 Gewerkern betrieben wurden. Die Produkte wurden u. a. an die Salinen in Reichenhall und in Au bei Traunstein geliefert. Von 1808 bis 1855 arbeiteten die Gewerker in einer Privatgesellschaft. 1855 erwarb der bayerische Staat die Hüttenwerke, die er 1878 stilllegte, wodurch viele Hüttenarbeiter arbeitslos wurden. Im Jahr 1882 wurde das Areal der ehemaligen Eisenhütten versteigert.
Im Jahr 1965 wurde das Feriendorf Eisenärzt der Stiftung Hilfswerk Berlin eröffnet, bestehend aus zuletzt 108 Ferienhäusern. Bis Ende 1971 war Eisenärzt eine eigenständige kleine Dorfgemeinde mit circa 1.000 Einwohnern. Sie bestand aus dem Hauptort Eisenärzt, den vier kleinen Häuseransammlungen Hörgering, Höpfling, Oberscharam und Unterscharam sowie den weiteren Ortsteilen Bucheck, Eckhof, Gschwendt, Lichtsberg, Maria Eck und Wiesen. Am 1. Januar 1972 wurde Eisenärzt in die Gemeinde Siegsdorf eingemeindet.

### Kurzchronik

#### Allgemein
Umgeben vom Scharam mit Maria Eck und dem Sulzberg mit seiner höchsten Erhebung, dem 1227 m hohen Zinnkopf, erstreckt sich im Tale der weißen Traun der Ort Eisenärzt. Kleinbauernhäuser aus dem 18. und 19. Jahrhundert säumen die malerische Dorfstraße. Wie schon der Name erkennen lässt, verdankt der Ort Eisenärzt nicht nur sein Bestehen, sondern auch seinen Namen dem Eisenerzbergbau. Vor der Brücke im Dorf stand eine der drei Hammerschmieden, von der heute noch die verlassenen, später als Sägewerk (Huber-Säge) genutzten Gebäude zu sehen sind.

#### Altertum
Ob das Gebiet um Eisenärzt in vorgeschichtlicher Zeit besiedelt war, ist bisher nicht bekannt. Politisch gehörte das Gebiet zum keltischen Königreich und wurde nach der Unterwerfung im Jahre 15 v. Chr. als Provinz Noricum dem römischen Imperium eingegliedert. Nach dem Erlöschen der römischen Herrschaft wurde das Land von den seit 535 einwandernden Bajuwaren neu besiedelt.

#### Spätmittelalter
Seit Ende des 14. Jahrhunderts stand dort ein Eisenhammer (Hammerschmiede), das Erz kam aus dem kleinen Erzberg südwestlich des Dorfes, an dem heute noch erkennbar ist, wo seinerzeit das Eisen abgebaut wurde. Später wurde das Erz vom Kressenberg bezogen. Bis 1855 wurden diese Hammerwerke von einer aus Gemeindemitgliedern bestehenden Gewerkerschaft betrieben. Die Anteile der 18 Gewerker waren mit Grundbesitz verbunden. Die Gewerker zeichneten sich durch Gemeinsinn aus, ihre Wohltätigkeit für Arme, Schule und Kirche erwiesen sie fast vier Jahrhunderte hindurch. Seit etwa 1640 unterhielten sie in Eisenärzt eine Schule mit einem Lehrer, der zugleich der Rechnungsführer der Gewerkerschaft war. 1341 ist Eisenärzt erstmals als Erzbergbau und Hüttenbetrieb belegt. In der Folge wurden unter dem Grafengeschlecht derer von Hundt Versuche im Bergbau am sogenannten Erzberg und am Sulzberg angestellt. Nicht zuletzt wäre die ehemalige Burg der Ravensteiner (heute Rabenstein am Talende des Diesselbachtals) zu erwähnen. Von 1524 bis 1808 war Eisenärzt Hofmark der bayerischen Herzöge. Das eigentliche Zentrum der Hofmark, die 3 Sinterschmieden, nennen die Quellen seit 1560. Zum kurfürstlichen Amt Traunstein gehörig wurde Eisenärzt 1671 urkundlich erwähnt, 1737 war Eisenärzt auch Gerichtssitz des Landesherrn. 1613 erwarb das Kloster Seeon nördlich des Fürbergs drei Alpengüter und ließ 1635 von dem Traunsteiner Baumeister Wolfgang König die um 1626/27 zuerst als rechteckige Kapelle errichtete Wallfahrtskirche Maria Eck zum jetzigen Bau mit Zwiebelturm umgestalten. Die Anlage des Chores geht auf das Vorbild des Salzburger Doms zurück. Der Klostergasthof wurde 1664 erbaut. Mit dem Bau der Soleleitung von Reichenhall nach Traunstein zu Anfang des 17. Jahrhunderts und dem mit dem Betrieb einer Saline in Traunstein einhergehenden immensen Brennholzbedarf gewann auch zunehmend die Holzgewinnung und der Berufsstand des Holzknechts an Bedeutung. Der Hofmarksbezirk umfasste 1752 das Dorf Eisenärzt, mit 25 kleinen, uneingehöften Anwesen und drei Hammerschmieden, jedoch ohne Grundbesitz.

#### 1800 bis heute
Zur Zeit der Gemeindegründung, im Jahr 1845, wurden 446 Einwohner gezählt. Im Jahr 1874 erfolgt die Gründung der Freiwilligen Feuerwehr, der bereits eine »Hüttenfeuerwehr« ab 1808 vorangegangen war. Mit dem Ende des Hüttenbetriebs zur vorletzten Jahrhundertwende, genauer gesagt im Jahr 1886, wurde es ruhig im Ort. Neues Leben brachte erst wieder der Bau der Bahnstrecke von Traunstein nach Ruhpolding im Jahre 1895. Dadurch gewann in der Folgezeit der Fremdenverkehr enorm an Bedeutung und bildete bis in die sechziger Jahre des 20. Jahrhunderts eines der Standbeine der Gemeinde. Lange Jahre war Eisenärzt eine eigenständige Gemeinde mit zuletzt immerhin 524 Hektar Gemeindefläche und fast 1100 Einwohnern. Am 1. Januar 1972 gab Eisenärzt seine Selbständigkeit auf und es erfolgte die Eingemeindung in die heutige Großgemeinde Siegsdorf. Die Eisenärzter haben sich trotzdem ihre Eigenarten in vielen Bereichen des dörflichen Lebens bewahrt, auch dank der Gemeinde Siegsdorf, die dies ermöglichte. Dies zeigt sich nicht zuletzt am breitgefächerten Spektrum der diversen Ortsvereine.

### Einwohnerentwicklung
| Jahr                      | 1845 | 1933 | 1961 | 1970 | 2017 |
| Einwohner gesamt          | 446  | 617  | 945  | 1011 | 1420 |
| zusätzlich Zweitwohnsitze |      |      |      |      | 0116 |

## Baudenkmäler
Siehe: Liste der Baudenkmäler in Eisenärzt

## Wappen und Fahne
Eisenärzt besaß seit 1965 ein eigenes Gemeindewappen und eine eigene Gemeindefahne. Das Wappen ist geteilt von Silber und Grün, oben zwei schräg gekreuzte schwarze Hämmer, unten ein silbernes Edelweiß. Die Fahne ist längsgestreift mit der Farbenfolge Schwarz, Weiß, Grün.
Das Wappen dokumentiert durch die schwarzen Schmiedehämmer die wirtschaftliche Entwicklung durch den Eisenerzbergbau und die Eisenerzverarbeitung. Das silberne Edelweiß im unteren grünen Feld weist auf die Lage der Gemeinde in den Bayerischen bzw. Chiemgauer Alpen und ihre Bedeutung für den Fremdenverkehr hin. Die Fahne wurde aus den dominierenden Farben des Wappens abgeleitet, wobei silber durch weiß ersetzt wurde.

## Verkehr und Infrastruktur

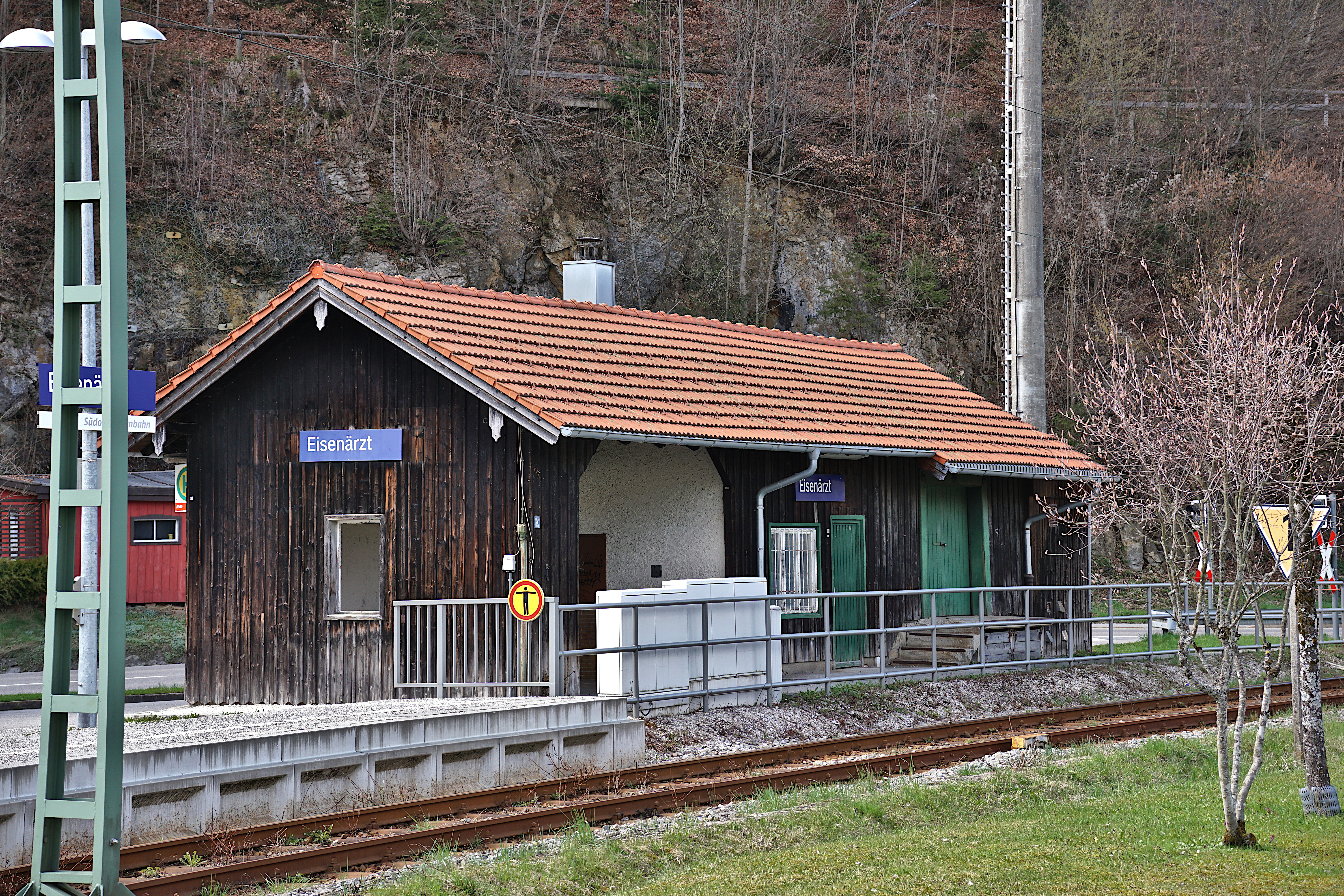
Der Haltepunkt in Eisenärzt

Eisenärzt liegt an der Staatsstraße 2098, die Siegsdorf mit Ruhpolding verbindet, sowie an der Lokalbahnstrecke Traunstein–Ruhpolding mit dem Haltepunkt Eisenärzt. Stündlich halten Regionalbahnen der Südostbayernbahn. Der Bahnsteig wurde 2018 barrierefrei umgebaut. Das ehemalige Bahnhofsgebäude befindet sich im Besitz der Gemeinde Siegsdorf.
Mitten durch das ehemalige Gemeindegebiet von Eisenärzt verläuft in Süd-Nord-Richtung unterirdisch die Fernwasserleitung zur Trinkwasserversorgung der großen Kreisstadt Traunstein und weiterer Orte, von der Quelle in der Nähe des Ruhpoldinger Gemeindeteils Laubau bis zum Hochbehälter im Traunsteiner Stadtteil Einham. Der Ort liegt erhöht in einem Seitental des Verlaufs der ehemaligen Soleleitung Reichenhall-Traunstein-Rosenheim. Dies wurde genutzt, um von Eisenärzt über eine Aufschlagwasserleitung Wasser für das Solehebewerk im Siegsdorfer Ortsteil Himmelreich heranzuführen. Daran erinnert heute noch der »Brunnweg« oberhalb der Traun entlang der Hänge des Arztbergs und Scharams.

## Gemeindliche Einrichtungen

### Aktuell
- gemeindlicher Kindergarten Eisenärzt (eröffnet im Herbst 1991, 2 Gruppen)
- gemeindlicher Friedhof mit Aussegnungshalle, Glockenturm, Urnenwand und öffentlichem WC (eröffnet im Frühjahr 1991)
- Haus der Vereine (Projektname »Mehrzweckhalle«, erbaut 1982) mit separatem Garagenkomplex und integriertem
  - Feuerwehrhaus (3 Fahrzeugstellplätze, separate Garagen, 60 Mannschaftsspinde in Fahrzeughalle, Unterrichtsraum, Büro, Werkstatt, Waschraum, Lagerraum und Kraftstoffkammer)
  - Schießstand, Aufenthaltsraum (gleichzeitig Unterrichtsraum der Feuerwehr) und Küche des Schützenvereins Eisenärzt
  - Umkleidekabinen (ursprünglich für Fußballabteilung) und Aufenthaltsraum (ehemals für Eisschützenabteilung) des Skiclub-Eisenärzt
  - gemeinsam genutzte Toiletten
  - Hausmeisterwohnung
  - Im Garagenkomplex befinden sich eine Trafostation des örtlichen EVU, Garagen und Lagerräume für Hausmeister, Skiclub und Feuerwehr, sowie der Gartenfestlagerraum der Eisenärzter Dorfvereine.
- Abenteuerspielplatz in Hörgering
- Hochbehälter der Siegsdorf Trink- und Brauchwasserversorgung in Eckhof, Lichtsberg und Maria Eck
- Mehrere Regenrückhaltebecken des Siegsdorfer Abwassernetzes

### Ehemalig
- gemeindlicher Kindergarten im rückwärtigen Teil des heutigen Gasthof Alpenrose (zur Zeit des 3. Reichs, ca. ab Ende der 1930er Jahre)
- Waldschwimmbad Eisenärzt (1950er Jahre bis Anfang der 1990er Jahre)
- Volksschule Eisenärzt (erbaut 1895, bis Mitte der 1960er Jahre als Grund- und Hauptschule genutzt, Gebäude beherbergte auch die Freiwillige Feuerwehr bis zum Umzug ins Haus der Vereine, abgerissen 1988)

## Weitere öffentliche Einrichtungen
- Waldkindergarten Holzwurm (am ehemaligen Waldschwimmbad, 1 Gruppe)

## Kirchliche Einrichtungen
- römisch-katholische St. Josefskirche in Hörgering (geweiht am 21. November 1976, errichtet als Ersatzbau für die „alte“ St. Josefskirche)
- ehemalige römisch-katholische St. Josefskirche (gelegen zwischen Bahnhof und altem Schulhaus, geweiht am 14. November 1926, die Holzkonstruktion diente zuvor bereits in Freilassing als Notkirche, abgerissen Ende der 1970er Jahre)
- 14-Nothelfer Kapelle (geweiht am 21. April 2013, unter Federführung des Eisenärzter Heimatvereins in Eigenleistung der Dorfgemeinschaft errichtet, steht an der Stelle der ehemaligen St. Josefskirche)
- Kloster der Franziskaner-Minoriten in Maria Eck mit
  - Wallfahrtskirche
  - Klostergasthof
  - St.-Antoniuskapelle (im Kloster), Franziskusklause (Einsiedelei), Waldkapelle, Mittereggstadl, Seehuberhaus (ehemaliger Ökonomietrakt)

## Vereine
Im Ort ansässige Vereine sind
- Bauerntheater Eisenärzt e. V.
- Club der Alten
- Freiwillige Feuerwehr Eisenärzt
- Fremdenverkehrsverein Eisenärzt (aufgelöst 2017)
- Heimatverein Eisenärzt
- Krieger- und Soldatenkameradschaft Eisenärzt
- Schützenverein Eisenärzt
- Skiclub-Eisenärzt e. V. (SCE) mit den Abteilungen
  - Ski-Alpin, Langlauf/Nordisch, Mountainbike, Fußball, Lauftreff, Eisstockschießen (ehemals)
- Trachtenverein GTEV »D'Arztberger« Eisenärzt
  - Kindergruppe, Aktive Buam und Dirndl, Arzter Goaßlschnalzer, Altersabteilung

Unter Federführung des Heimatvereins wurde die ehemalige Holzknechtunterkunft „Diesselbachstube“ von der Forstverwaltung langfristig gepachtet, in Eigenleistung umfangreich renoviert und kann nun von den Eisenärzter Ortsvereinen genutzt werden.

## Freizeit- und Sportanlagen

### Aktuell
- Fußballplatz am Haus der Vereine
- Turnraum im Haus der Vereine
- Im Winter Langlaufloipen am Sportplatz mit Flutlicht. Loipenverbindung nach Spatzreit bei Siegsdorf.
- Asphalt- bzw. Eisplatz am Haus der Vereine, wird auch als Skaterplatz genutzt (u. a. Halfpipe, Quarterpipe etc.), Basketballkörbe vorhanden
- Mountainbike-Rennstrecke (Forststraße) zum Zinnkopf (seit Ende der 1980er Jahre wurde dort das legendäre »Zinnkopfrennen« ausgetragen)
- Nordic-Walking-Strecken vom Parkplatz ehemaliges Waldschwimmbad ins Diesselbachtal

### Ehemalig
- Rodelbahn vom Sulzberg (Forstweg von Buchecker Straße abzweigend)
- Skiabfahrt vom Sulzberg (Buchecker Köpfl nach Bucheck)

## Kur- und Fremdenverkehrseinrichtungen
- Diverse Wanderwege und Mountainbikestrecken entlang des Trauntals und auf die umliegenden Berge und Gipfel
- Kneippanlage bei Höpfling
- Marienheim Eisenärzt (Schwesternheim der „Kongregation der armen Franziskanerinnen von Mallersdorf“ bis 2015, bis Mitter der 1990er Jahre mit angegliedertem Seniorenheim. Jetzt Asylbewerberheim im Besitz der Gemeinde Siegsdorf)
- Bayernpark Feriendorf (ehemals Feriendorf der „Stiftung Hilfswerk Berlin“, dann zunächst im Besitz der niederländischen Roompot Gruppe, im Anschluss im Besitz der Max Aicher Gruppe, abgerissen 2017, um dort ein Baugebiet für Wohnbebauung zu schaffen, wobei ein Teil von der Gemeinde zurückgekauft wurde, um dort ein „Einheimischenmodell“ zu verwirklichen)

## Persönlichkeiten

### Söhne und Töchter des Ortes Eisenärzt
- Ernst Reiter (* 1962), Biathlet (Biathlon-Weltcupsieger, Weltmeisterschafts- und Olympiamedaillengewinner, ging für den Skiclub Eisenärzt an den Start)

### Personen, die mit Eisenärzt in Verbindung stehen
- Franz Xaver Holzhey (* 1885, † 1945), Hauptmann und „Tapferkeitsoffizier“ des Ersten Weltkriegs, der in den letzten Kriegstagen des Zweiten Weltkriegs die drohende Vernichtung des Lazarett-Ortes Eisenärzt durch das Aufstellen von je einem Rot-Kreuz-Schild an beiden Ortseingängen verhinderte und dafür hingerichtet wurde
- Elisabeth Flickenschildt (* 1905, † 1977) war eine deutsche Bühnen- und Filmschauspielerin
- Theodor Tolsdorff (* 1909, † 1978), zuletzt Generalleutnant der Wehrmacht, Träger des „Eichenlaubs mit Schwertern und Brillanten zum Ritterkreuz des Eisernen Kreuzes“ exekutierte den von ihm selbst kurz zuvor standgerichtlich zum Tode verurteilten „Retter von Eisenärzt“, Franz Xaver Holzhey, zwei Stunden bevor US-Truppen einrückten, wegen angeblicher „feiger Übergabe“ eigenhändig
- Marianne Hoppe (* 1909, † 2002) war eine deutsche Schauspielerin
- Walter Flemmer (* 1936, † 2024), deutscher Autor und Regisseur, langjähriger stellvertretender Fernsehdirektor und Kulturchef des Bayerischen Rundfunks
- Armin Wirth (* 1971), Musikproduzent und Labelmanager